# Ben Zucker
Ben Zucker (Ueckermünde, 4 agosto 1983) è un cantante e chitarrista tedesco.

## Biografia
Ben Zucker è cresciuto a Berlino Est, nel quartiere Mitte, coi due fratelli minori. Tutta la sua famiglia è fuggita in Germania Ovest poco prima della caduta del Muro. In seguito Ben è tornato a Berlino, prendendovi dimora stabile.
Ha iniziato a suonare la chitarra all'età di 14 anni con l'aiuto di suo padre. Influenzato nell'adolescenza dal grunge inglese e dal rock, ha poi scoperto l'amore per lo schlager.
Nel 2017 ha esordito con l'album Na und?!, riscuotendo un immediato successo: ha raggiunto la quarta posizione in Germania, l'ottava in Austria e la nona in Svizzera. L'anno seguente è stato nominato all'Echo Pop in due categorie e ha accompagnato Helene Fischer nel suo tour.
Nel giugno 2019 il suo secondo album, Wer sagt das?!  ha conquistato la vetta delle classifiche tedesche. Ben ha duettato con Sarah Zucker, sua sorella, nel brano Perfect, cover di Ed Sheeran.
Il suo terzo disco, Jetzt Eest Recht (2021), contiene un duetto in Everybody's Got to Learn Sometime con Zucchero Fornaciari, pubblicato anche in Discover, album del cantante italiano.

## Discografia

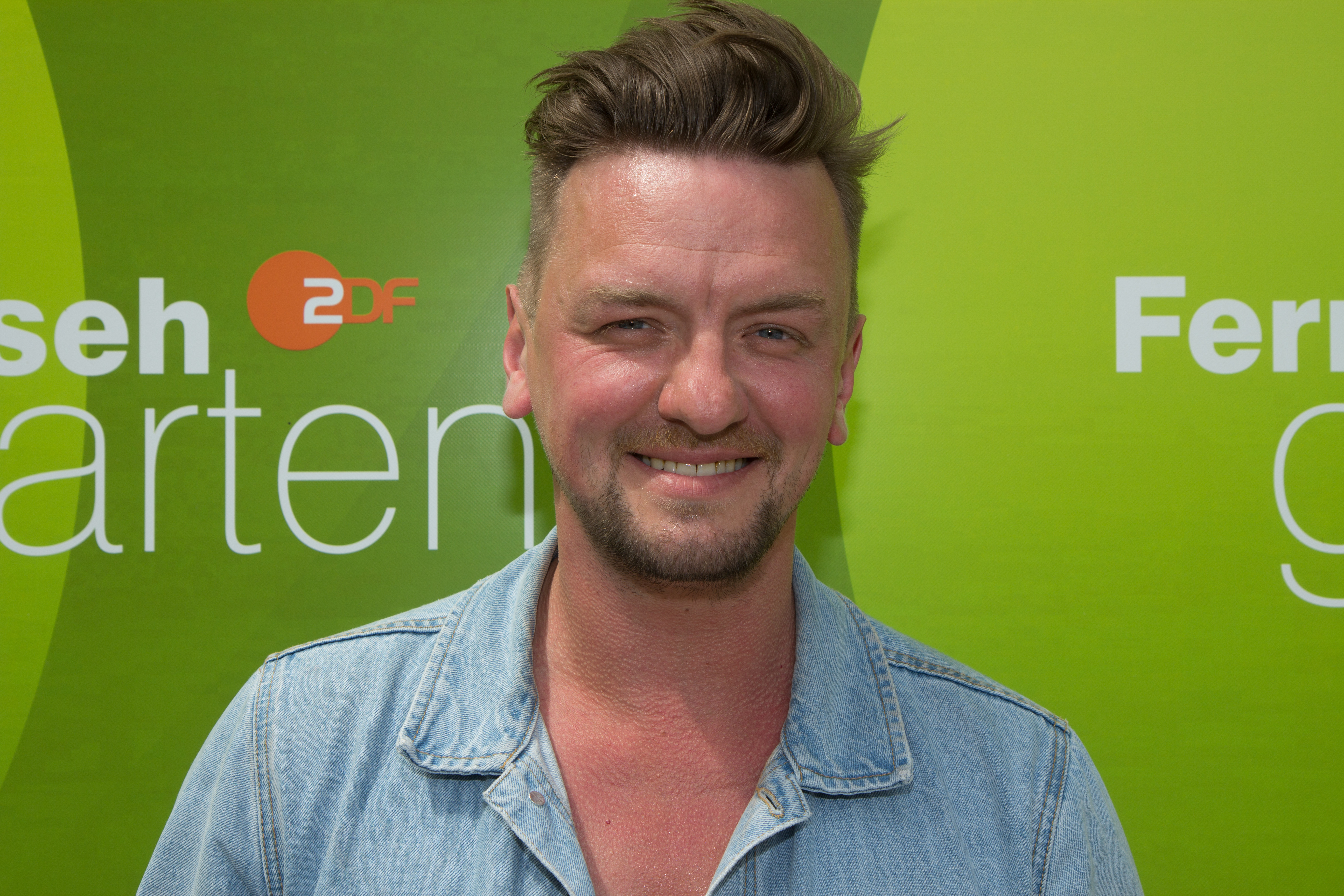
Ben Zucker nel 2018

### Album
- Na und?! (2017)
- Wer sagt das?! (2019)
- Jetzt Eest Recht (2021)
- Heute nicht! (2023)

### Singoli
- 2017: Na und?!
- 2017: Was für eine geile Zeit
- 2018: Der Sonne entgegen
- 2019: Wer sagt das?!
- 2019: Mein Berlin
- 2020: Genau jetzt
- 2020: Sommer der nie geht
- 2021: Bist du der Mensch
- 2021: Ich weine nicht um dich
- 2021: Guten Morgen Welt
- 2021: Everybody's Got To Learn Sometime (con Zucchero Fornaciari)
- 2023: Heute nicht!
- 2023: Stadt für uns alleine
- 2023: Wir sind immer noch hier